# Dorsze (Kowale Oleckie)
Dorsze (deutsch Dorschen) ist ein Dorf in der polnischen Woiwodschaft Ermland-Masuren, das zur Landgemeinde Kowale Oleckie (Kowahlen, 1938–1945 Reimannswalde) im Kreis Olecko (Oletzko, 1933–1945 Treuburg) gehört.

## Geographische Lage
Dorsze liegt im Nordosten der Woiwodschaft Ermland-Masuren am Südosthang der Seesker Höhe (polnisch: Wzgórza Szeskie), südöstlich der früheren Kreisstadt  Gołdap (Goldap) und nordwestlich der jetzigen Kreisstadt Olecko (Marggrabowa, 1928–1945 Treuburg).

## Geschichte
Der vor 1581 Dorsch genannte Ort wurde vor 1564 gegründet und bestand zu Beginn des 20. Jahrhunderts aus einem großen Gut. Im Jahr 1874 wurde das Dorf in den damals neu errichteten Amtsbezirk Gurnen (polnisch: Górne) eingegliedert, der bis 1945 bestand und zum Kreis Goldap im Regierungsbezirk Gumbinnen der preußischen Provinz Ostpreußen gehörte.
Im Jahr 1910 zählte der Gutsbezirk Dorschen 174 Einwohner. Am 30. September 1928 gab Dorschen seine Eigenständigkeit auf und wurde in die Landgemeinde Hegelingen (bis 1906 Pogorzellen, polnisch Pogorzel) eingemeindet.
In Kriegsfolge wurde Dorschen 1945 mit dem südlichen Ostpreußen Polen zugeordnet und heißt seitdem Dorsze. Mit dem Sitz eines für Dorsze und Piastowo zuständigen Schulzenamt (polnisch: Sołectwo) ist das Dorf heute in die Landgemeinde Kowale Oleckie einbezogen und tauschte so den Kreis Goldap mit dem Powiat Olecki. Bis 1998 zur Woiwodschaft Suwałki zugehörig, ist der Ort jetzt ein Teil der Woiwodschaft Ermland-Masuren.

## Religionen
Die vor 1945 mehrheitlich evangelische Bevölkerung Dorschens war in das Kirchspiel der Kirche Gurnen im Kirchenkreis Goldap innerhalb der Kirchenprovinz Ostpreußen der Evangelischen Kirche der Altpreußischen Union eingepfarrt. Die wenigen katholischen Kirchenglieder waren zur Pfarrei in Goldap im Bistum Ermland hin orientiert.
Seit 1945 ist die Einwohnerschaft von Dorsze fast ausnahmslos katholischer Konfession und der Pfarrei in Kowale Oleckie im Dekanat Olecko des Bistums Ełk (Lyck) der Katholischen Kirche in Polen zugeordnet. Die evangelischen Kirchenglieder gehören zur Kirchengemeinde in Gołdap, einer Filialgemeinde der Pfarrei in Suwałki in der Diözese Masuren der Evangelisch-Augsburgischen Kirche in Polen.

## Verkehr
Dorsze liegt wenige hundert Meter westlich der polnischen Landesstraße DK 65 (einstige deutsche Reichsstraße 132) und ist von Pogorzel (Hegelingen, bis 1906 Pogorzellen) aus auf einer Nebenstraße nach Grabowo (Grabowen, 1938–1945 Arnswald) über Wilkasy (Wilkassen, 1938–1945 Kleineichicht) und Nasuty (Nossuten) zu erreichen.
Eine Bahnanbindung besteht nicht mehr, seit die Bahnstrecke Ełk–Tschernjachowsk (Lyck–Insterburg) mit der nächstgelegenen Bahnstation in Pogorzel im Jahre 1993 für den Personenverkehr geschlossen wurde.